# O noapte furtunoasă (musical)
O noapte furtunoasă este un musical, realizat pe un libret semnat de muzicologul Smaranda Oțeanu-Bunea, care a adaptat piesa omonimă al lui Ion Luca Caragiale, ținând cont și de libretul lui Paul Constantinescu scris la opera O noapte furtunoasă.
Muzica este scrisă de compozitorul în vârstă de 22 de ani Roman Vlad, care a inclus mai multe genuri: pop, house, disco, câteva influențe spre rock, spre tehno, chiar și spre rap. 
Premiera a avut loc pe 7 aprilie 2008 la Sala Mică a Palatului Național al Copiilor.
Spectacolul face parte din proiectul "Caragiale", demarat în 2003 de Opera Comică pentru Copii, cu spectacole după opera lui Caragiale, în coordonare lui Mircea Diaconu. Este un spectacol neobișnuit, care-i vizează pe adolescenți, dar este interesant și pentru cei maturi.
Opera Comică pentru Copii este o instituție publică de cultură a primăriei municipiului București care s-a lansat în 1998, ca o companie independentă, director-fondator fiind muzicologul și criticul muzical Smaranda Oțeanu-Bunea.